# Правильні морські їжаки
Правильні морські їжаки (Euechinoidea) — підклас морських їжаків. Найдавніші представники підкласу відомі з тріасу. Група включає більшість сучасних видів морських їжаків за винятком деяких глибоководних форм.

## Класифікація
- Інфраклас Acroechinoidea
  - Ряд Aspidodiadematoida
  - Ряд Diadematoida
  - Ряд Micropygoida
  - Ряд Pedinoida
- Інфраклас Carinacea
  - НадрядCalycina
    - Ряд Phymosomatoida †
    - Ряд Salenioida

  - НадрядEchinacea
    - Ряд Arbacioida
    - Ряд Camarodonta
    - Ряд Stomopneustoida
- Ряд  Echinothurioida
- Інфраклас Irregularia
  - Надряд Atelostomata
    - Ряд Holasteroida
    - Ряд Spatangoida

  - Ряд  Echinoneoida
  - Ряд  Holectypoida †
  - Інфраклас Neognathostomata
    - Ряд Cassiduloida
    - Ряд Clypeasteroida
    - Ряд Echinolampadoida
    - Ряд Nucleolitidae †